# Rugby-League-Weltmeisterschaft 2013
Die 14. Rugby-League-Weltmeisterschaft fand 2013 in England, Frankreich, Irland und Wales statt. Im Finale gewann Australien 34:2 gegen Neuseeland und gewann damit die WM zum zehnten Mal.

## Austragungsorte
| Stadt        | Stadion                     | Kapazität |
| ------------ | --------------------------- | --------- |
| London       | Wembley Stadium             | 90.000    |
| Trafford     | Old Trafford                | 76.212    |
| Cardiff      | Millennium Stadium          | 74.500    |
| Limerick     | Thomond Park                | 26.500    |
| Hull         | KC Stadium                  | 25.586    |
| Wigan        | DW Stadium                  | 25.133    |
| Huddersfield | John Smith’s Stadium        | 24.500    |
| Leeds        | Headingley Carnegie Stadium | 21.062    |
| St Helens    | Langtree Park               | 18.000    |
| Avignon      | Parc des Sports             | 17.518    |
| Warrington   | Halliwell Jones Stadium     | 15.200    |
| Halifax      | The Shay                    | 14.061    |
| Perpignan    | Stade Gilbert Brutus        | 13.000    |
| Bristol      | Memorial Stadium            | 12.100    |
| Salford      | AJ Bell Stadium             | 12.000    |
| Leigh        | Leigh Sports Village        | 11.000    |
| Wrexham      | Racecourse Ground           | 10.500    |
| Rochdale     | Spotland Stadium            | 10.249    |
| Hull         | Craven Park                 | 10.000    |
| Workington   | Derwent Park                | 10.000    |
| Neath        | The Gnoll                   | 5.000     |

## Vorrunde

### Gruppe A
|    | Land       | Spiele | Siege | Unent. | Ndlg. | Spiel- punkte | Diff. | Tabellen- punkte |
| -- | ---------- | ------ | ----- | ------ | ----- | ------------- | ----- | ---------------- |
| 1. | Australien | 3      | 3     | 0      | 0     | 112:22        | + 90  | 6                |
| 2. | England    | 3      | 2     | 0      | 1     | 96:40         | + 56  | 4                |
| 3. | Fidschi    | 3      | 1     | 0      | 2     | 46:82         | - 36  | 2                |
| 4. | Irland     | 3      | 0     | 0      | 3     | 14:124        | - 110 | 0                |

| 26. Oktober | Australien | 28 : 20 | England | Millennium Stadium, Cardiff |
| 26. Oktober |            |         |         | Millennium Stadium, Cardiff |

| 28. Oktober | Fidschi | 32 : 14 | Irland | Spotland Stadium, Rochdale |
| 28. Oktober |         |         |        | Spotland Stadium, Rochdale |

| 2. November | England | 42 : 0 | Irland | John Smith’s Stadium, Huddersfield |
| 2. November |         |        |        | John Smith’s Stadium, Huddersfield |

| 2. November | Australien | 34 : 2 | Fidschi | Langtree Park, St Helens |
| 2. November |            |        |         | Langtree Park, St Helens |

| 9. November | England | 34 : 12 | Fidschi | KC Stadium, Hull |
| 9. November |         |         |         | KC Stadium, Hull |

| 9. November | Australien | 50 : 0 | Irland | Thomond Park, Limerick |
| 9. November |            |        |        | Thomond Park, Limerick |

### Gruppe B
|    | Land            | Spiele | Siege | Unent. | Ndlg. | Spiel- punkte | Diff. | Tabellen- punkte |
| -- | --------------- | ------ | ----- | ------ | ----- | ------------- | ----- | ---------------- |
| 1. | Neuseeland      | 3      | 3     | 0      | 0     | 146:34        | + 112 | 6                |
| 2. | Samoa           | 3      | 2     | 0      | 1     | 84:52         | + 32  | 4                |
| 3. | Frankreich      | 3      | 1     | 0      | 2     | 15:78         | - 63  | 2                |
| 4. | Papua-Neuguinea | 3      | 0     | 0      | 3     | 22:103        | - 81  | 0                |

| 27. Oktober | Papua-Neuguinea | 8 : 9 | Frankreich | Craven Park, Hull |
| 27. Oktober |                 |       |            | Craven Park, Hull |

| 27. Oktober | Neuseeland | 42 : 24 | Samoa | Halliwell Jones Stadium, Warrington |
| 27. Oktober |            |         |       | Halliwell Jones Stadium, Warrington |

| 1. November | Neuseeland | 48 : 0 | Frankreich | Parc des Sports, Avignon |
| 1. November |            |        |            | Parc des Sports, Avignon |

| 4. November | Papua-Neuguinea | 4 : 38 | Samoa | Craven Park, Hull |
| 4. November |                 |        |       | Craven Park, Hull |

| 8. November | Neuseeland | 56 : 10 | Papua-Neuguinea | Headingley Carnegie Stadium, Leeds |
| 8. November |            |         |                 | Headingley Carnegie Stadium, Leeds |

| 11. November | Frankreich | 6 : 22 | Samoa | Stade Gilbert Brutus, Perpignan |
| 11. November |            |        |       | Stade Gilbert Brutus, Perpignan |

### Gruppe C
|    | Land       | Spiele | Siege | Unent. | Ndlg. | Spiel- punkte | Diff. | Tabellen- punkte |
| -- | ---------- | ------ | ----- | ------ | ----- | ------------- | ----- | ---------------- |
| 1. | Schottland | 3      | 2     | 1      | 0     | 78:62         | + 16  | 5                |
| 2. | Tonga      | 3      | 2     | 0      | 1     | 62:42         | + 20  | 4                |
| 3. | Italien    | 3      | 1     | 1      | 1     | 62:62         | ± 0   | 3                |

| 29. Oktober | Tonga | 24 : 26 | Schottland | Derwent Park, Workington |
| 29. Oktober |       |         |            | Derwent Park, Workington |

| 3. November | Schottland | 30 : 30 | Italien | Derwent Park, Workington |
| 3. November |            |         |         | Derwent Park, Workington |

| 10. November | Tonga | 16 : 0 | Italien | The Shay, Halifax |
| 10. November |       |        |         | The Shay, Halifax |

### Gruppe D
|    | Land               | Spiele | Siege | Unent. | Ndlg. | Spiel- punkte | Diff. | Tabellen- punkte |
| -- | ------------------ | ------ | ----- | ------ | ----- | ------------- | ----- | ---------------- |
| 1. | Vereinigte Staaten | 3      | 2     | 0      | 1     | 64:58         | + 6   | 4                |
| 2. | Cookinseln         | 3      | 1     | 0      | 2     | 64:78         | - 14  | 2                |
| 3. | Wales              | 3      | 0     | 0      | 3     | 56:84         | - 28  | 0                |

| 30. Oktober | Vereinigte Staaten | 32 : 20 | Cookinseln | Memorial Stadium, Bristol |
| 30. Oktober |                    |         |            | Memorial Stadium, Bristol |

| 3. November | Wales | 16 : 24 | Vereinigte Staaten | Racecourse Ground, Wrexham |
| 3. November |       |         |                    | Racecourse Ground, Wrexham |

| 10. November | Wales | 24 : 28 | Cookinseln | The Gnoll, Neath |
| 10. November |       |         |            | The Gnoll, Neath |

### Intergruppenspiele
| 26. Oktober | Wales | 16 : 32 | Italien | Millennium Stadium, Cardiff |
| 26. Oktober |       |         |         | Millennium Stadium, Cardiff |

| 5. November | Tonga | 22 : 16 | Cookinseln | Leigh Sports Village, Leigh |
| 5. November |       |         |            | Leigh Sports Village, Leigh |

| 7. November | Schottland | 22 : 8 | Vereinigte Staaten | AJ Bell Stadium, Salford |
| 7. November |            |        |                    | AJ Bell Stadium, Salford |

## Finalrunde
| Viertelfinale | Viertelfinale      | Viertelfinale |    |            | Halbfinale | Halbfinale | Halbfinale |  |  | Finale | Finale | Finale |
|               |                    |               |    |            |            |            |            |  |  |        |        |        |
| A1            | Australien         | 62            |    |            |            |            |            |  |  |        |        |        |
| D1            | Vereinigte Staaten | 0             |    |            |            |            |            |  |  |        |        |        |
| D1            | Vereinigte Staaten | 0             | A1 | Australien | 64         |            |            |  |  |        |        |        |
|               |                    |               | A1 | Australien | 64         |            |            |  |  |        |        |        |
|               | A3                 | Fidschi       | 0  |            |            |            |            |  |  |        |        |        |
| B2            | A3                 | Fidschi       | 0  | Samoa      | 4          |            |            |  |  |        |        |        |
| B2            |                    |               |    | Samoa      | 4          |            |            |  |  |        |        |        |
| A3            | Fidschi            | 22            |    |            |            |            |            |  |  |        |        |        |
| A3            | Fidschi            | 22            | A1 | Australien | 34         |            |            |  |  |        |        |        |
|               |                    |               |    | Australien | 34         |            |            |  |  |        |        |        |
|               | B1                 | Neuseeland    | 2  |            |            |            |            |  |  |        |        |        |
| A2            | B1                 | Neuseeland    | 2  | England    | 34         |            |            |  |  |        |        |        |
| A2            |                    |               |    | England    | 34         |            |            |  |  |        |        |        |
| B3            | Frankreich         | 6             |    |            |            |            |            |  |  |        |        |        |
| B3            | Frankreich         | 6             | A2 | England    | 18         |            |            |  |  |        |        |        |
|               |                    |               | A2 | England    | 18         |            |            |  |  |        |        |        |
|               | B1                 | Neuseeland    | 20 |            |            |            |            |  |  |        |        |        |
| B1            | B1                 | Neuseeland    | 20 | Neuseeland | 40         |            |            |  |  |        |        |        |
| B1            |                    |               |    | Neuseeland | 40         |            |            |  |  |        |        |        |
| C1            | Schottland         | 4             |    |            |            |            |            |  |  |        |        |        |

### Viertelfinale
| 15. November | Neuseeland | 40 : 4 | Schottland | Headingley Carnegie Stadium, Leeds |
| 15. November |            |        |            | Headingley Carnegie Stadium, Leeds |

| 16. November | Australien | 62 : 0 | Vereinigte Staaten | Racecourse Ground, Wrexham |
| 16. November |            |        |                    | Racecourse Ground, Wrexham |

| 16. November | England | 34 : 6 | Frankreich | DW Stadium, Wigan |
| 16. November |         |        |            | DW Stadium, Wigan |

| 17. November | Samoa | 4 : 22 | Fidschi | Halliwell Jones Stadium, Warrington |
| 17. November |       |        |         | Halliwell Jones Stadium, Warrington |

### Halbfinale
| 23. November | Neuseeland | 20 : 18 | England | Wembley Stadium, London |
| 23. November |            |         |         | Wembley Stadium, London |

| 23. November | Australien | 64 : 0 | Fidschi | Wembley Stadium, London |
| 23. November |            |        |         | Wembley Stadium, London |

### Finale
| 30. November | Neuseeland | 2 : 34 | Australien | Old Trafford, Trafford |
| 30. November |            |        |            | Old Trafford, Trafford |